# Ho Chi Minh City Police FC
Ho Chi Minh City Police FC est un club vietnamien de football basé à Hô Chi Minh-Ville.

## Histoire
Fondé sous le nom de Cong An Ho Chi Minh, le club est l'un des membres fondateurs du championnat national, créé en 1980. Il gagne son seul et unique titre de champion du Viêt Nam lors de la saison 1995. Il a également remporté à deux reprises la Coupe du Viêt Nam et disputé quatre finales en neuf ans. Après plusieurs changements de noms à la suite de sponsorings, le club est relégué en deuxième division à l'issue de la saison 2004. Le passage en D2 est de courte durée puisqu'il est promu parmi l'élite dès la saison suivante, une promotion finalement annulée par la fédération à la suite de l'implication du club dans une affaire de matchs truqués lors de leur saison en deuxième division. À la suite de cette sanction, le club fusionne avec un autre club promu cette saison-là, Tien Giang FC.
Sa victoire en championnat lui ouvre les portes de la Coupe d'Asie des clubs champions 1996-1997, avec une élimination dès le premier tour par le club malaisien de Johor FC. Ses deux succès en Coupe permettent au club de prendre part à la Coupe des Coupes. Lors de l'édition 1999-2000, le parcours s'achève en huitièmes de finale face aux Hongkongais de South China AA, après avoir sorti le club maldivien de New Radiant au premier tour. Enfin, lors de l'édition 2001-2002 (qui est la dernière édition de la Coupe des Coupes), la performance est identique avec une qualification pour les huitièmes obtenue par le biais du forfait du représentant pakistanais puis une élimination par le club chinois de Chongqing Longxin.

## Palmarès
- Championnat du Viêt Nam :
  - Champion : 1995
  - Vice-champion : 1985, 1994, 1996, 2000, 2002

- Coupe du Viêt Nam :
  - Vainqueur : 1998, 2001
  - Finaliste : 2000, 2003

- Supercoupe du Viêt Nam :
  - Finaliste : 2001

## Noms successifs
- Jusqu'en 2000 : Cong An Ho Chi Minh
- 2001-2003 : Ngân Hàng Dông A
- 2004-2006 : Ngân Hàng Dông Thep Pomina
- Depuis 2006 : Ho Chi Minh City Police FC